# Théo Guiraud-Poillot
Théo Guiraud-Poillot (* 1. Januar 2003 in Ambilly, Haute-Savoie) ist ein französischer Biathlet. Er gewann 2024 eine Medaille bei Europameisterschaften.

## Sportliche Laufbahn
Théo Guiraud-Poillot gab sein internationales Debüt im Januar 2020 bei den Olympischen Jugendspielen in Lausanne. Dabei erzielte er den elften Rang im Sprint und gewann mit Fany Bertrand, Léonie Jeannier und Mathieu Garcia Bronze in der Mixedstaffel. Im März desselben Jahres bestritt er auch einige Rennen im IBU-Junior-Cup, klassierte sich aber im Mittelfeld der Athleten. Nach fast zwei Jahren ohne internationale Wettkämpfe startete der Franzose bei den Europameisterschaften 2022 erstmals im Seniorenbereich und erzielte die Plätze 55 und 68, wenig später gewann er in Nové Město na Moravě als 39. des Sprints erste Ranglistenpunkte. Seinen ersten Sieg im Juniorcup fuhr Guiraud-Poillot im Februar 2023 ein, er triumphierte im Sprintbewerb im estnischen Haanja. Als Vierter des Einzels schrammte er daraufhin bei den Junioreneuropameisterschaften knapp an einer Medaille vorbei, bei der Junioren-WM hingegen resultierte mit der Mixedstaffel der Gewinn der Silbermedaille hinter der deutschen Auswahl. Für die Saison 2023/24 wurde der Franzose in die B-Nationalmannschaft aufgenommen und überzeugte mit einem 15. Rang im IBU-Cup-Sprint von Kontiolahti auf Anhieb. An selber Stelle erzielte er an der Seite von Jeanne Richard, Océane Michelon und Oscar Lombardot seinen ersten Podestplatz. Nach einer ziemlich konstanten Saison nahm der 20-Jährige auch 2024 an den Europameisterschaften teil und lief in Sprint und Verfolgung mit starken Laufleistungen auf die Ränge sechs und neun. Zudem gewann er mit Antonin Guigonnat, Océane Michelon und Camille Bened die Silbermedaille im Mixedbewerb. Am Saisonende sicherte er sich außerdem mit der Herrenstaffel Bronze bei den Juniorenweltmeisterschaften.
In der Saison 2024/25 steigerte sich Guiraud-Poillot erneut und erzielte einige Platzierungen unter den besten 20, darunter auch jeweils ein zehnter Rang in Geilo und Osrblie. Die besten Ergebnisse brachten jedoch erneut die Europameisterschaften; Guiraud-Poillot erzielte Platz acht im Sprint und gewann mit Gaëtan Paturel, Oscar Lombardot und Rémi Broutier Bronze im Staffelwettkampf. Am Saisonende sicherte er sich im Single-Mixed-Wettkampf von Otepää an der Seite von Gilonne Guigonnat zudem seinen ersten IBU-Cup-Sieg.

## Persönliches
Guiraud-Poillot stammt aus der Gemeinde Onnion in der Nähe der Schweizer Grenze.

## Statistiken

### Juniorenweltmeisterschaften
Ergebnisse bei den Juniorenweltmeisterschaften:
| Weltmeisterschaften | Weltmeisterschaften | Einzelwettbewerbe | Einzelwettbewerbe | Einzelwettbewerbe | Einzelwettbewerbe | Staffelwettbewerbe | Staffelwettbewerbe |
| Jahr                | Ort                 | Einzel            | Sprint            | Verfolgung        | Massenstart 60    | Herrenstaffel      | Mixedstaffel       |
| ------------------- | ------------------- | ----------------- | ----------------- | ----------------- | ----------------- | ------------------ | ------------------ |
| 2023                | Schtschutschinsk    | 12.               | 14.               | 13.               | N/A               | 9.                 | 2.                 |
| 2024                | Otepää              | 12.               | 16.               | N/A               | 37.               | 3.                 | 5.                 |

### IBU-Cup-Siege
| Nr. | Datum         | Ort    | Disziplin              |
| --- | ------------- | ------ | ---------------------- |
| 1.  | 15. März 2025 | Otepää | Single-Mixed-Staffel 1 |

### Junior-Cup-Siege
| Nr. | Datum        | Ort    | Disziplin |
| --- | ------------ | ------ | --------- |
| 1.  | 8. Feb. 2023 | Haanja | Sprint    |